# 薛聖棻
薛聖棻出生於臺灣，台灣電視綜藝節目知名製作人，畢業於國立臺灣藝術大學廣播電視學系、國立政治大學傳播學院EMA；在淡江大學文化創意產業中心文學院大眾傳播學系兼任教職。同時是友松娛樂及三鳳製作公司負責人，曾製作許多電視綜藝節目。
薛聖棻第一份工作是在福隆製作公司擔任助理，不到1年半就擔任電視節目製作人，也開啟製作綜藝節目的生涯。在福隆製作公司待了3年多，薛聖棻跳槽映畫傳播，卻有唱片公司拒絕接他發的通告，說「你雖在福隆做過，但大家不會因此就比較買你的帳」；但他不放棄，想盡辦法說服、邀請藝人來上節目，學會充分應用既有資源製作節目。1996年薛聖棻創立友松傳播（友松娛樂前身）後，以他擔任助理的經驗，致力改善電視節目製作過程效率低落、工時過長的問題，並且訂定工作場域、設備與福利制度等規範，創造「富有人性的工作制度」。
薛聖棻多年所製作的節目培養出許多知名主持人，例如胡瓜、藍心湄、利菁、庾澄慶等人；2007年製作的選秀節目《超級偶像Super Idol》，培育出許多台灣歌手。2008年，擔任偶像劇《我的億萬麵包》製作人，跨足製作電視劇。

## 作品

### 綜藝節目作品

#### 已停播的節目
| 開 播 日 期    | 播 出 頻 道                         | 節 目 名 稱                      | 主 持 人               | 備 註                                                                                            |
| 1986年3月24日  | 華視                                | 《連環泡》                       | 張小燕、胡瓜           | 葛福鴻擔任製作人                                                                                 |
| 1989年9月30日  | 華視                                | 《金曲龍虎榜》                   | 胡瓜                   | 與郭建宏共同擔任製作人                                                                           |
| 1991年7月1日   | 中視                                | 《今天真好》                     | 藍心湄                 | 與郭建宏共同擔任製作人                                                                           |
| 1991年12月23日 | 中視                                | 《雞蛋碰石頭》                   | 巴戈、藍心湄           | 與郭建宏共同擔任製作人                                                                           |
| 1995年6月11日  | 華視                                | 《綜藝大聯盟》                   | 胡瓜、方芳芳、藍心湄   | 與郭宏亮共同擔任製作人                                                                           |
| 1996年10月14日 | 中視                                | 《冠軍家庭TV秀》                 | 黄子佼、藍心湄         | 薛聖棻擔任製作人                                                                                 |
| 1998年11月4日  | 中視                                | 《超級東西軍》                   | 吳宗憲、藍心湄         | 薛聖棻擔任製作人                                                                                 |
| 2000年5月29日  | 台視                                | 《超級大富翁》                   | 謝震武                 | 薛聖棻擔任製作人                                                                                 |
| 2005年6月13日  | 衛視中文台                          | 《歡樂幸運星》                   | 胡瓜                   | 陳俊良擔任製作人                                                                                 |
| 2002年12月29日 | 台視                                | 《少年特攻隊》                   | 5566                   | 薛聖棻擔任製作人                                                                                 |
| 2006年1月      | 八大綜合台                          | 《男生女生配》                   | 康康、Makiyo           |                                                                                                  |
| 2006年4月17日  | 台視                                | 《哈林國民學校》                 | 庾澄慶                 | 入圍2008年金鐘獎 娛樂綜藝節目獎                                                                  |
| 2007年1月8日   | TVBS-G                              | 《天天大精彩》                   | 利菁                   |                                                                                                  |
| 2007年1月8日   | 中天綜合台                          | 《沈春華Life Show》              | 沈春華                 | 榮獲2008年電視金鐘獎 綜合節目主持人獎                                                            |
| 2007年8月12日  | 衛視中文台                          | 《KUSO廚房》                     | 吳宗憲、胡瓜           | 吳宗憲至2007年11月4日 胡瓜2007年10月30日起                                                       |
| 2007年11月4日  | 台視                                | 《鑽石夜總會》                   | 利菁                   | 後期主持人有黃國倫；代理主持人有小鐘、佩甄、小禎 入圍2010年金鐘獎與陳俊良共同擔任製作人          |
| 2010年8月26日  | 台視                                | 《超級設計師》                   | 利菁                   | 與陳俊良共同擔任製作人                                                                           |
| 2011年7月11日  | Channel [V]（台灣）                 | 《校園SUPERMAN》                 | 薛仕凌、柳翰雅         | 與柯苑鳳、孫世娟共同擔任製作人                                                                   |
| 2011年9月17日  | 台視                                | 《App Star高手爭霸戰》           | Ivy、榮忠豪            | 與陳財裕、陳俊良共同擔任製作人                                                                   |
| 2011年12月12日 | 中天綜合台                          | 《沈春華Woman Show》             | 沈春華                 | 與張那祈、孫世娟共同擔任製作人                                                                   |
| 2012年5月27日  | 台視                                | 《紅白紅白我勝利》               | 張小燕、黃子佼、段旭明 | 更名為《綜藝十八班》與陳俊良共同擔任製作人                                                       |
| 2008年5月10日  | 台視、TVBS-G 年代MUCH台、年代綜合台 | 《百萬大歌星》                   | 庾澄慶                 | 入圍2010年金鐘獎 歌唱綜藝節目主持人獎                                                            |
| 2012年8月5日   | 台視                                | 《綜藝十八班》                   | 張小燕+黃子佼+段旭明   | 更名為百萬大明星與陳俊良共同擔任製作人                                                           |
| 2012年7月9日   | 八大綜合台                          | 《11克拉女王》                   | 利菁+小鐘              |                                                                                                  |
| 2008年10月3日  | 台視 年代MUCH台、年代綜合台         | 《百萬小學堂》                   | 張小燕等               | 榮獲2010年電視金鐘獎綜藝節目獎                                                                   |
| 2005年3月31日  | 衛視中文台                          | 《麻辣天后宮》                   | 利菁等                 | 陳財裕、吳雅雯、狄瑞泰、翁偉祥擔任製作人                                                         |
| 2013年5月10日  | 台視                                | 《金牌麥克風》                   | 蔡昌憲、小蝦           |                                                                                                  |
| 2012年8月18日  | 台視                                | 《王子的約會》                   | 哈林、Ella             |                                                                                                  |
| 2014年5月3日   | 台視                                | 《正妹大連線》                   | 阿Ken、Ella            |                                                                                                  |
| 2007年10月27日 | 台視、三立都會台                    | 《超級偶像Super Idol》           | 曾國城、莎莎           | 榮獲2008年電視金鐘獎歌唱綜藝節目主持人獎 三立電視節目部於2013年2月收回自製與陳俊良共同擔任製作人 |
| 2009年10月26日 | 公視                                | 《爸媽囧很大》                   | 李四端                 | 薛聖棻擔任製作人                                                                                 |
| 2013年5月26日  | 台視                                | 《Super Star 我要當歌手》        | 黃子佼、張小燕         | 與陳俊良共同擔任製作人                                                                           |
| 2014年12月13日 | 台視                                | 《女王的密室》                   | 張小燕、李艷秋         | 與陳俊良共同擔任製作人                                                                           |
| 2015年3月14日  | 台視                                | 《萬萬沒想到－女王的密室第貳彈》 | 張小燕                 |                                                                                                  |
| 2015年4月      | 北京衛視                            | 《最美和聲》第3季                |                        | [ 2 ] [ 4 ]                                                                                      |
| 2015年8月31日  | 公視                                | 《愛的萬物論 (台灣節目)》        | 李四端                 |                                                                                                  |
| 2015年12月19日 | 台視                                | 《女王的密室3》                  | 張小燕                 |                                                                                                  |
| 2016年5月7日   | 台視                                | 《奇幻島》                       | 張小燕、阿KEN、張仲宇  | 與陳俊良共同擔任製作人                                                                           |
| 2017年7月1日   | 中視                                | 《K歌大明星》                    | 張小燕、阿KEN          | 與陳俊良共同擔任製作人                                                                           |
| 2017年10月7日  | 中視                                | 《希望之星》                     | 黃子佼、LULU           | 陳俊良、 薛聖棻擔任製作人                                                                        |

#### 現正播出的節目
| 開 播 日 期  | 播 出 頻 道 | 節 目 名 稱    | 主 持 人 | 備 註                    |
| 2011年3月7日 | 衛視中文台  | 《歡樂智多星》 | 胡瓜     | 狄瑞泰、陳俊良擔任製作人 |

### 兒童節目作品
| 開播日期       | 播出頻道 | 節目名稱       | 主持人         | 備註             |
| 1984年10月23日 | 華視     | 《嘎嘎嗚啦啦》 | 陶大偉、孫小毛 | 葛福鴻擔任製作人 |

### 電視劇作品
| 首 播 日 期    | 播 出 頻 道      | 劇 名              | 導 演          | 演 員 | 備 註                      |
| 2008年11月16日 | 中視、八大綜合台 | 《我的億萬麵包》   | 林合隆         | 演員 1. 鄭元暢 2. 林依晨 3. 張睿家 4. 張毓晨 5. 黃文星 6. 郭子乾 7. 林美秀 8. 馬國畢 9. 趙舜 10. 呂曉霖 11. 傅天穎 | 八大電視、三鳳製作合製     |
| 2011年9月18日  | 民視、八大綜合台 | 《我可能不會愛你》 | 徐譽庭、瞿友寧 | 演員 1. 林依晨 2. 陳柏霖 3. 陳匡怡 4. 王陽明                                                                       | 八大電視、三鳳製作合製     |
| 2013年10月11日 | 台視、八大綜合台 | 《愛的生存之道》   | 李青蓉         | 演員 1. 隋棠 2. 楊祐寧 3. 莊凱勛 4. 謝沛恩                                                                         | 八大電視、三鳳製作合製     |
| 2015年11月1日  | 中視、東森綜合台 | 《必娶女人》       | 中中           | 演員 1. 邱澤 2. 柯佳嬿 3. 曾之喬 4. 張懷秋                                                                         | 東森電視、三鳳製作合製     |
| 2019年11月17日 | 中視、衛視中文台 | 《想見你》         | 黃天仁         | 演員 1. 柯佳嬿 2. 許光漢 3. 施柏宇 4. 顏毓麟                                                                       | 福斯傳媒集團、三鳳製作合製 |

## 得獎作品
廣播電視事業發展基金評鑑《哈林國民學校》「綜藝類優良電視節目」
《百萬小學堂》榮獲2010年第45屆金鐘獎綜藝節目獎
歡樂智多星  榮獲第52屆金鐘獎益智及實境節目獎

## 附註
1. ↑  楊瑪利; 高宜凡; 林珮萱; 張智傑（攝影）. . 《遠見雜誌》第314期. 2012-08-01  [2017-07-01]. （原始内容存档于2015-02-02）.
2. 1 2 3 4 5 6 7 8 9 10  洪綾襄. . 《財訊雙週刊》第493期. 2016-01-12  [2017-07-01]. （原始内容存档于2022-04-05）.
3. ↑  蕭韻純. . 聯合報. 2014-03-30  [2014-08-09]. （原始内容存档于2014-08-09） （中文）.（繁體中文）web.archive.org
4. ↑  廖慧娟. . 中國時報. 2015-04-08  [2017-07-01]. （原始内容存档于2017-07-21）.